# Storia antropometrica della Sardegna
La storia antropometrica della Sardegna riguarda lo studio dell'evoluzione dei caratteri fisici della popolazione dimorante in Sardegna dalla preistoria fino ai nostri giorni, con l'obiettivo di ricostruire il processo di popolamento umano dell'Isola. L'antropologia fisica, la disciplina che si occupa di questa tipologia di studi, è da alcuni decenni a questa parte affiancata dalla più efficace genetica delle popolazioni (vedi: storia genetica della Sardegna).

## Caratteri ereditari

### Cranio

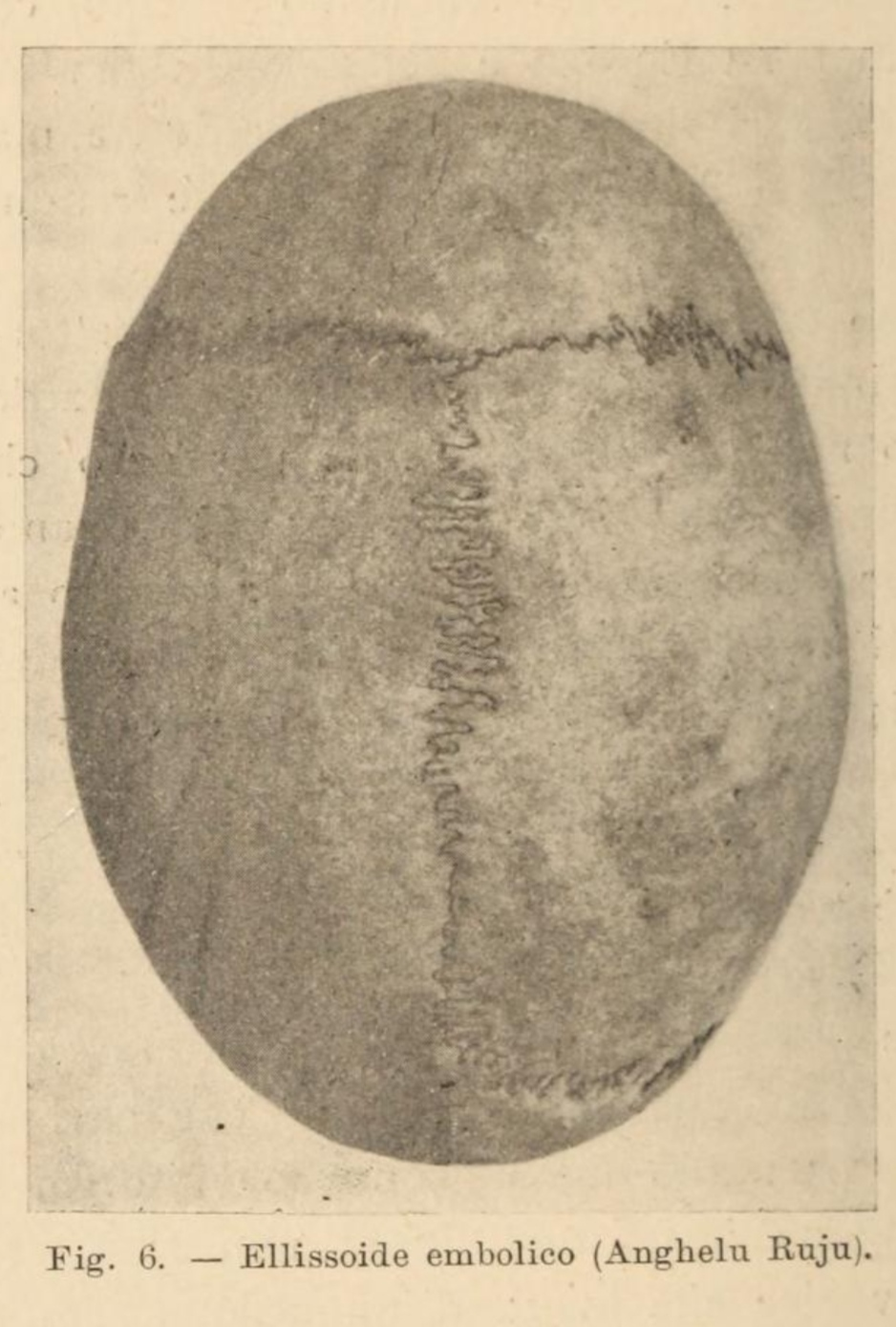
Cranio protosardo dolicocefalo dalla necropoli di Anghelu Ruju

Sebbene la morfologia del cranio sia influenzata in una certa misura da fattori ambientali e sia sotto un minore controllo genetico, è accettato che i tratti craniometrici siano filogeneticamente informativi. 
Le popolazioni neolitiche sarde della cultura di Ozieri erano caratterizzate da indici cranici dolicomorfi (cranio stretto e allungato). Nell'Eneolitico antico e medio, che in Sardegna è caratterizzato dalla comparsa della cultura di Abealzu-Filigosa (2700-2400 a.C.) e della cultura di Monte Claro (2400-2100 a.C.), accanto alle precedenti forme dolicomorfe ne compaiono delle nuove. Nel tardo Eneolitico la documentazione archeologica attesta la presenza nelle sepolture, in associazione a materiali tipici della cultura del vaso campaniforme, dei primi crani brachicefali (cranio largo e corto).

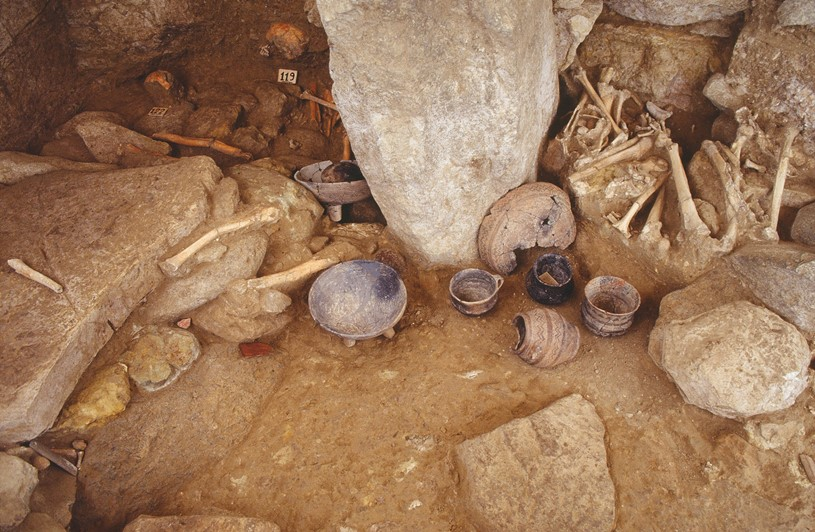
Tomba di Bingia 'e Monti, resti scheletrici e ceramiche campaniformi

La brachicefalia andrà ad aumentare progressivamente fino ai primissimi secoli del II millennio a.C. (cultura di Bonnanaro). Si tratterebbe di gruppi etnici giunti in più ondate dall'Europa continentale che finirono col convivere con le popolazioni locali, mischiandosi con esse: 
(Franco Germanà, L'Uomo in Sardegna dal Paleolitico all'Età nuragica, 1995, p.113)
| Periodo                       | Dolicocefalia | Brachicefalia |
| ----------------------------- | ------------- | ------------- |
| Cultura di Ozieri             | 100%          | 0%            |
| Cultura di Abealzu-Filigosa   | 100%          | 0%            |
| Cultura di Monte Claro        | 92,3%         | 7,7%          |
| Cultura del vaso campaniforme | 85%~          | 15%~          |
| Cultura di Bonnanaro          | 66,7%         | 33,3%         |
| Cultura Sub-Bonnanaro         | 93,7%         | 6,3%          |

(1) - Dati tratti da F.Germanà 1995

Crani protosardi brachimorfi: sferoide e sfenoide (Necropoli di S'Isterridolzu)

Durante l'Età del bronzo nell'isola, oltre alle suddette infiltrazioni di genti brachimorfe dall'esterno, è stato osservato anche un processo di brachicefalizzazione, ossia la tendenza dei crani dolicefali ad accorciarsi, fino ad assumere forme tendenti alla mesocefalia/brachicefalia. Un simile fenomeno è in atto anche oggi, infatti recenti misurazioni eseguite nel dipartimento di Scienze Antropologiche dell'Università di Cagliari, hanno riscontrato, nei crani dei viventi, una percentuale di dolicocefalia minore (e quindi un conseguente aumento della brachicefalia) rispetto al periodo 1879-1883; negli anni 1970 e negli anni 2000  nel nord Sardegna e nella città metropolitana di Cagliari l'indice cefalico medio era di 80 circa (mesocefalia). 
Uno studio del 2010 ha analizzato le variazioni morfometriche craniofacciali delle popolazioni sarde dal tardo Neolitico all'età nuragica, confrontandole con serie dell’Italia centrale. L’indagine ha rilevato la progressiva differenziazione tra le popolazioni sarde e quelle della penisola italiana (tra cui gli Etruschi) a partire dal Neolitico, eccetto nell'Eneolitico e specialmente durante il periodo della cultura di Bonnanaro dell’antica Età del Bronzo, e una sostanziale continuità tra i protosardi e i Sardi attuali, che conserverebbero un contributo genetico delle popolazioni Paleo-Mesolitiche europee, i reperti ossei che presentano maggiori similitudini con i campioni sardi provengono dalla penisola iberica: da Muge (Portogallo) e Urtiaga (Paesi baschi).
Un’ulteriore studio del 2023 ha indagato sulle variazioni delle misure craniometriche dalla preistoria ad oggi nella provincia di Sassari, attraverso l’analisi di 8 crani provenienti da una Domus de Janas presso Ploaghe, 4 da una tomba dei giganti di Arzachena e 30 dal villaggio medievale di Geridu, in territorio di Sorso, che sono state confrontate con quelle di 30 viventi della città di Sassari. I dati cranici sono spesso utilizzati come proxy per comprendere la somiglianza o la dissomiglianza genetica tra gruppi umani, passati e presenti. Secondo le misurazioni ottenute, i Sardi prenuragici e nuragici formano un unico cluster che si differenzia sia dai Sardi del nord-ovest medievali che da quelli moderni, ciò potrebbe essere la conseguenza del contributo di nuovi geni e morfologie negli ultimi due gruppi.
L'evoluzione cranica dei Sardi dal Neolitico all'epoca moderna sembra mostrare una sorta di continuità temporale con i gruppi neolitici. 

### Pigmentazione
Per quanto riguarda i dati sulla pigmentazione di occhi, capelli e pelle, dallo studio sul DNA antico dei 44 individui del periodo nuragico, provenienti dalla Sardegna centrale e nord-occidentale, sono stati ottenuti i seguenti risultati:
Il colore degli occhi è azzurro nel 16% degli esaminati e scuro nel restante 84%. Il colore dei capelli è biondo o biondo scuro per il 9% e castano scuro o nero nel 91%. Il colore della pelle è intermedio per il 50%, intermedio o scuro il 16% e scuro o molto scuro nel restante 34%.
Secondo uno studio eseguito nei primi anni 1980 su un campione di bambini e ragazzi sardi dai 6 ai 20 anni, più della metà della popolazione sarda ha capelli neri o castano scuri; i capelli castani (di ogni tonalità) prevalgono nelle vecchie province di Cagliari e Sassari mentre i capelli neri prevalgono in quelle di Nuoro e Oristano. I capelli di tonalità chiare (scala Fischer-Saller G-Q biondi chiari e scuri) e medie (scala F.S. R-V castano chiari e medi) si attestano in generale rispettivamente al 1,7% e 22% e sono più diffusi nel nord dell'isola (sommati 28% circa) che nel sud (sommati 20% circa). Una più datata analisi condotta da Ridolfo Livi sui coscritti classi 1859-63, mostra una percentuale di capelli biondi che si attesta sino al 2,4% nella Sardegna centro-meridionale mentre nella parte settentrionale la frequenza varia dal 2,4 al 4,9% . I capelli rossi sono ovunque abbastanza sporadici, con percentuali che vanno dal 0,3% nel sud a circa 0,5% nel nord.

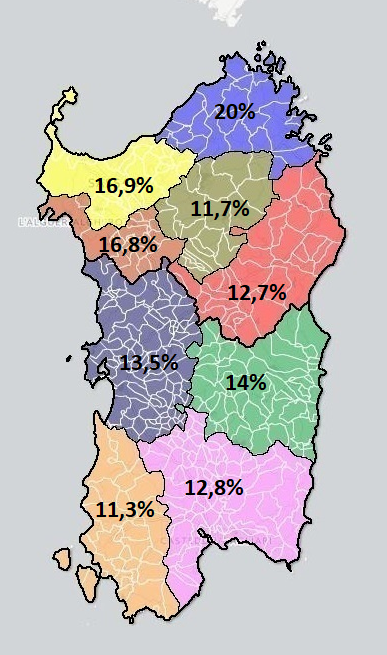
Percentuali di occhi celesti e grigi nei circondari della Sardegna secondo i dati raccolti da Ridolfo Livi

Per quanto riguarda il colore degli occhi, nelle vecchie provincie di Sassari, Nuoro e Oristano il colore degli occhi predominante è il castano medio mentre nella provincia di Cagliari il castano scuro (scala Martin-Schultz 12-13 e 14-16). Le tinte intermedie (scala M.S. 9-11 iridi nocciola, ambra e castano chiare) si attestano in generale sul 16% mentre le iridi di colore chiaro (scala M.S. 1-8 azzurre, grigie, verdi) raggiungono una media regionale del 14%. Un analogo studio effettuato dall'antropologo dell'Università di Cagliari Carlo Maxia ha restituito le seguenti percentuali:
| Colore occhi | Maschi | Femmine |
| ------------ | ------ | ------- |
| Celesti      | 4,24%  | 3,78%   |
| Grigi        | 5,37%  | 4,83%   |
| Verdi        | 6,27%  | 6,03%   |
| Castani      | 75,26% | 75,67%  |
| Neri         | 8,83%  | 9,66%   |
| Esaminati    | 15.250 | 15.167  |

Le iridi chiare, come dimostrato da analisi di altre popolazioni europee, risultano leggermente più diffuse fra i maschi (15,88%) che fra le femmine (14,64%), allo stesso tempo le femmine mostrano una percentuale più alta di capelli chiari e pigmentazione cutanea bianca-rosea.
Considerando il fototipo nel suo complesso si può notare un certo grado di variabilità locale; in assoluto la maggior incidenza del tipo "bruno puro" (capelli scuri e occhi scuri) si registra: fra gli uomini a Modolo e Abbasanta (96,4%), fra la femmine a Nuragus (93,5%) e Fluminimaggiore (93,2%), mentre la massima frequenza del tipo "chiaro puro" (capelli chiari e occhi chiari), sia fra i maschi che fra le femmine, a Villa Sant'Antonio (m. 21,6%, f. 23,9%) e Ruinas (f. 23,8%), nella provincia di Oristano, e a Carloforte (m. 21,4%, f. 14,5%), comune abitato da popolazioni di origine ligure. Il tipo "bruno misto" (capelli scuri e occhi chiari) è più comune a Boroneddu tra i maschi (27,3%) e a Santa Teresa Gallura tra le femmine (36%), quello "chiaro misto" (capelli chiari e occhi scuri) a Suni (m. 54,3%) e a Modolo (f. 50%).
rispettiva dei due rami del Capo di sopra e del Capo di sotto in realtà è divisa in diversi ceppi, differenziatisi più o meno spiccatamente nelle varie zone per l’isolamento e l’endogamia»
(Carlo Maxia, Le caratteristiche della pigmentazione dei capelli, delle iridi e della cute nei giovanetti dai 6 ai 14 anni in 123 comuni e frazioni della Sardegna)

## Variazioni recenti
Un recente studio dell'Università di Cagliari sui bambini fra i 7 e i 10 anni della città di Cagliari ha rilevato che i bambini misurati nel 1996 sono più alti, più longilinei e più pesanti rispetto ai bambini misurati nel 1975-1976. Oltre ciò è stata notata, rispetto alle generazioni precedenti, un'accelerazione dei processi di crescita e sviluppo nei neonati. Cambiamenti sono stati notati inoltre per quanto riguarda l'età media al menarca delle donne che si è abbassata di circa 2 anni nell'ultimo secolo, fatto connesso ad un miglioramento delle condizioni alimentari ed igieniche; è stata riscontrata anche un'alterazione della età media della menopausa che continua ad innalzarsi. Sempre nelle aree urbane si è registrato un maggior aumento della statura media rispetto a quanto registrato fra gli abitanti delle comunità più piccole, ad esempio quelle montane; gli abitanti di ceto urbano sono quindi mediamente più slanciati rispetto a quelli di ceto rurale.
I fattori che hanno contribuito a queste variazioni sono probabilmente dovuti a cambiamenti nelle condizioni di vita, selezione e movimenti migratori.

### Statura
Gli studi eseguiti sui soldati di leva all'indomani della proclamazione del Regno d'Italia rilevarono che l'altezza media dei sardi classi 1859-1863 era inferiore ai 162 cm. Studi antropologici sulle antiche popolazioni sarde hanno dimostrato che la statura media in età nuragica (età del bronzo) era pari a circa 166 cm per gli uomini e circa 153 cm per le donne; statura quindi superiore a quella dei sardi di 150 anni fa che presentavano valori staturali prossimi a quelli di epoca neo-eneolitica (<163 cm), prima del costante aumento di statura che si verificò nel II millennio a.C., imputabile al fenomeno detto lussureggiamento degli ibridi (o eterosi).
Un'ispezione sulle reclute sarde del 1980 ha certificato che la statura media era di 170,2 cm (i valori più alti si registravano nella provincia di Olbia-Tempio, quelli più bassi nella provincia di Nuoro), simile a quella ottenuta sui soldati di leva provenienti dalla Sardegna classe 1978 (171,3 cm; media nazionale 174,4 cm). Nell'arco temporale 1894-1990 l'incremento di statura nella popolazione sarda maschile è risultato essere pari a 1,13 cm/decennio, contro l'1,06 cm/decennio del resto d'Italia.
L'altezza media delle donne di Cagliari tra i 19 e i 30 anni, misurate nel 2001, è invece pari a 160,8 cm contro i 155,7 cm di un campione di donne sarde misurate nel 1981.
Oltre ad una migliore alimentazione, alla selezione sessuale e all'eterosi (e quindi ad un minor tasso di endogamia) un altro fattore che ha contribuito a questo innalzamento di statura è il debellamento della malaria nel secondo dopoguerra. Le malattie di tipo epidemico o endemico, come la malaria o la tubercolosi, oggi pressoché scomparse, causavano infatti una mortalità più alta tra i soggetti alti e longilinei, mentre i soggetti di statura più bassa erano più resistenti.
| Periodo                             | Statura Maschi | Statura Femmine |
| ----------------------------------- | -------------- | --------------- |
| 4000-3200 a.C.                      | 162,2 cm       | 150,4 cm        |
| 3200-2850 a.C.                      | 162,2 cm       | 151,8 cm        |
| 2850-1900 a.C.                      | 162,9 cm       | 147,7 cm        |
| 1900-1600 a.C.                      | 161,8 cm       | 159,3 cm        |
| 1600-1330 a.C.                      | 165,6 cm       | 152,9 cm        |
| 1200-900 a.C. (Corsi della Gallura) | 166,3 cm       | 155,5 cm        |
| nati nel 1859-1863                  | 161,90 cm      |                 |
| nati nel 1978                       | 171,31 cm      |                 |

(1) - Dati tratti da F.Germanà 1995 pg. 201, E. Sanna 2002